# Jumillera hawaiiensis
Jumillera hawaiiensis är en svampart som beskrevs av J.D. Rogers & Y.M. Ju 2002. Jumillera hawaiiensis ingår i släktet Jumillera och familjen kolkärnsvampar.   Inga underarter finns listade i Catalogue of Life.